# Bruxner Highway
Der Bruxner Highway ist eine Fernstraße im Nordosten des australischen Bundesstaates New South Wales. Er verläuft entlang der Grenze zu Queensland in Ost-West-Richtung und verbindet den Pacific Highway bei Ballina mit dem Newell Highway in Boggabilla und somit die Region Northern Rivers mit den Plateaus der Northern Tablelands.

## Namensherkunft
Er ist benannt nach Michael Bruxner, dem langjährigen Vorsitzenden der National Party of Australia und ehemaligen Verkehrsminister.

## Verlauf
Der Bruxner Highway beginnt im Osten an der Kreuzung mit dem Pacific Highway (R1) bei Ballina, wo er Richtung West-Nordwesten abzweigt. In Lismore biegt er scharf nach Süden ab bald darauf erneut nach West-Nordwesten. In Casino quert die Straße den Richmond River und den Summerland Way (S91) und setzt ihren Weg nach Westen durch den Richmond-Range-Nationalpark und den Mallanganee-Nationalpark fort. Bei Tabulam überquert der Highway den Clarence River und biegt nach West-Südwesten ab. Zwischen Timbarra-Nationalpark, Boonoo-Boonoo-Nationalpark und Bald-Rock-Nationalpark führt er über den Kamm der Great Dividing Range nach Tenterfield, wo er auf den New England Highway (N15) trifft.
Ein kurzes Stück verläuft der Bruxner Highway gemeinsam mit dem New England Highway nach Nordwesten, um dann wieder nach Westen abzubiegen und dem Tenterfield Creek und dem Mole River zum gleichnamigen Ort an der Grenze zu Queensland zu folgen. Dieser Grenze, die der Dumaresq River bildet, folgt die Straße in einem Bogen nach Süden, Westen, Norden und schließlich Nordwesten bis südlich der Stadt Texas. Dort biegt sie erneut nach Westen ab und quert bei Yetman den Macintyre River. Dort mündet von Süden die Warialda Road (S95) ein. Der Bruxner Highway folgt dem Südwestufer des Flusses nach Boggabilla, erneut an der Grenze zu Queensland und südlich von Goondiwindi, wo er auf den Newell Highway (N39) trifft und endet.

## Wichtige Kreuzungen und Anschlüsse
| Bruxner Highway |                                  |                                  |                                                   |
| Anschlüsse Richtung Westen | Entfernung nach Goondiwindi (km) | Entfernung nach Tenterfield (km) | Anschlüsse Richtung Osten                         |
| Ende Bruxner Highway weiter als Newell Highway nach Goondiwindi / St. George / Brisbane                                                  | 8                                | 235                              | Beginn Bruxner Highway vom Newell Highway         |
| Moree, Dubbo, Melbourne Newell Highway                                                                                                   | 8                                | 235                              | Beginn Bruxner Highway vom Newell Highway         |
| Boggabilla | 8                                | 235                              | Beginn Bruxner Highway vom Newell Highway         |
| North Star, Warialda Boggabilla-Warialda Road                                                                                            | 24                               | 219                              | North Star, Warialda Boggabilla-Warialda Road     |
| Warialda, Inverell Warialda Road | 68                               | 175                              | Warialda, Inverell Warialda Road                  |
| Yetman | 69                               | 174                              | Yetman                                            |
| Texas, Inglewood, Stanthorpe Inglewood-Texas Road                                                                                        | 108                              | 135                              | Texas, Inglewood, Stanthorpe Inglewood-Texas Road |
| Bonshaw | 133                              | 110                              | Bonshaw                                           |
| Ashford, Inverell Inverell-Bonshaw Road                                                                                                  | 137                              | 106                              | Ashford, Inverell Inverell-Bonshaw Road           |
| weiter als | 238                              | 5                                | Stanthorpe, Warwick, Brisbane New England Highway |
| Stanthorpe, Warwick, Brisbane New England Highway                                                                                        | 238                              | 5                                | zusammen mit                                      |
| Woodenbong Mount Lindesay Road | 242                              | 1                                | Woodenbong Mount Lindesay Road                    |
| Anschlüsse Richtung Westen | Entfernung nach Tenterfield (km) | Entfernung nach Ballina (km)     | Anschlüsse Richtung Osten                         |
| zusammen mit | 0                                | 190                              | Tenterfield                                       |
| Tamworth, Newcastle, Sydney New England Highway                                                                                          | 0                                | 190                              | Tamworth, Newcastle, Sydney New England Highway   |
| Tenterfield | 0                                | 190                              | weiter als                                        |
| Drake | 50                               | 140                              | Drake                                             |
| Tabulam | 69                               | 121                              | Tabulam                                           |
| Baryulgil, Grafton Clarence Way | 79                               | 111                              | Baryulgil, Grafton Clarence Way                   |
| Bonalbo, Urbenville Woodenbong Road | 81                               | 109                              | Bonalbo, Urbenville Woodenbong Road               |
| Mallanganee | 88                               | 102                              | Mallanganee                                       |
| EISENBAHNLINIE SYDNEY-BRISBANE | 125.5                            | 64.5                             | EISENBAHNLINIE SYDNEY-BRISBANE                    |
| weiter als | 126,5                            | 63,5                             | Grafton Summerland Way                            |
| Grafton Summerland Way | 126,5                            | 63,5                             | zusammen mit                                      |
| Casino | 127                              | 63                               | Casino                                            |
| zusammen mit | 128                              | 62                               | Kyogle, Woodenbong Summerland Way                 |
| Kyogle, Woodenbong Summerland Way | 128                              | 62                               | weiter als                                        |
| Kyogle, Nimbin Union Street | 157                              | 33                               | Kyogle, Nimbin Union Street                       |
| Clunes, Bangalow, Byron Bay Dawson Street                                                                                                | 158                              | 32                               | Lismore                                           |
| Lismore | 158                              | 32                               | Clunes, Bangalow, Byron Bay Dawson Street         |
| Wollongbar | 174                              | 16                               | Wollongbar                                        |
| Alstonville | 177                              | 13                               | Alstonville                                       |
| Beginn Bruxner Highway | 184                              | 6                                | Ende Bruxner Highway                              |
| Kreuzung (im Uhrzeigersinn) Pacific Highway nach Ballina, Gold Coast und Brisbane Pacific Highway nach Grafton, Coffs Harbour und Sydney |                                  |                                  |                                                   |